# Maxime Annys
Pour les articles homonymes, voir Annys.
Maxime Annys, né le 24 juillet 1986 à Ostende en Belgique, est un footballeur et entraîneur belge qui joue au poste de milieu défensif reconverti entraîneur.

## Carrière

### En club
Maxime Annys joue d'abord au Cercle de Bruges de 1991 à 1998, puis rejoint Ostende jusqu'en 2003. Il jouera ensuite pour Roulers durant les quatre saisons suivantes. En 2007, il refuse la prolongation de son contrat à Roulers. Au mois de mai, alors qu'Annys est envoyé dans le noyau B, le RAEC Mons se montre déjà intéressé par ce joueur libre en fin de saison. Une période de test est ainsi prévue durant l'avant saison. Ces tests se passant bien, en juillet 2007, Maxime Annys signe un contrat de deux ans avec le club montois. Il se dit satisfait de cette signature d'autant qu'il se sent déjà bien intégré à l'équipe. Quelques semaines plus tard, le 27 août, on apprend pourtant que le contrat est rompu. La raison serait médicale : un problème de hanche.
En janvier 2008, Maxime Annys passe un test sans succès au RBC Roosendaal. Quelques jours plus tard, c'est au MVV Maastricht qu'il est testé. Il y signe un contrat fin janvier et y reste jusqu'à la fin de la saison. En juillet 2008, il est testé par le KV Ostende mais il n'y aura pas de suite. Durant le mois d'août, en fin de contrat à Maastricht, Annys rejoint le RFC Tournai gratuitement. En mai 2009, il change à nouveau de club et s'engage avec Oud-Heverlee Louvain. Il reste trois saisons à Louvain et fait partie de l'équipe championne de deuxième division en 2011, permettant au club d'accéder pour la première fois à l'élite nationale. Un an plus tard, son contrat n'est pas prolongé et il retourne en Division 2, au Saint-Trond VV, tout juste relégué. Il ne parvient pas à s'imposer dans l'équipe et est déjà autorisé à partir six mois après son arrivée. Il s'engage alors en février 2013 au FC Hjørring, en deuxième division danoise. Il n'y reste que quelques mois et revient en Belgique durant l'été pour se trouver un nouveau club. Il est testé par le KVC Westerlo à partir de la mi-septembre, qui lui offre un contrat jusqu'à la fin de saison au début du mois d'octobre.

### En sélections nationales
Maxime Annys a également été sélectionné une fois en équipe de Belgique espoirs en 2005 pour un match contre Saint-Marin et en équipe nationale des moins de 20 ans avec laquelle il joue deux rencontres en 2006.

## Statistiques

### En club
| Saison                | Club                  | Championnat           | Championnat | Championnat | Championnat | Coupe(s) nationale(s) | Coupe(s) nationale(s) | Coupe(s) nationale(s) | Compétition(s) continentale(s) | Compétition(s) continentale(s) | Compétition(s) continentale(s) | Compétition(s) continentale(s) | Autres compétitions | Autres compétitions | Autres compétitions | Autres compétitions | Total | Total | Total |
| Saison                | Club                  | Division              | M.          | B.          | P.d.        | M.                    | B.                    | P.d.                  | Comp.                          | M.                             | B.                             | P.d.                           | Comp.               | M.                  | B.                  | P.d.                | M.    | B.    | P.d.  |
| 2004-2005             | KSV Roulers           | Division 2            | 17          | 4           | 0           | 2                     | 0                     | 0                     | -                              | -                              | -                              | -                              | TF                  | 6                   | 2                   | 0                   | 25    | 6     | 0     |
| 2005-2006             | KSV Roulers           | Division 1            | 27          | 1           | 1           | 1                     | 0                     | 0                     | -                              | -                              | -                              | -                              | -                   | -                   | -                   | -                   | 28    | 1     | 1     |
| 2006-2007             | KSV Roulers           | Division 1            | 11          | 2           | 0           | 1                     | 1                     | 0                     | C3                             | 2                              | 0                              | 0                              | -                   | -                   | -                   | -                   | 14    | 3     | 0     |
| Sous-total            | Sous-total            | Sous-total            | 55          | 7           | 1           | 4                     | 1                     | 0                     | -                              | 2                              | 0                              | 0                              | -                   | 6                   | 2                   | 0                   | 67    | 10    | 1     |
| 2007-2008             | MVV Maastricht        | Eerste Divisie        | 9           | 0           | 0           | -                     | -                     | -                     | -                              | -                              | -                              | -                              | PO                  | 3                   | 0                   | 0                   | 12    | 0     | 0     |
| 2008-2009             | RFC Tournai           | Division 2            | 25          | 4           | 0           | 1                     | 0                     | 0                     | -                              | -                              | -                              | -                              | TF                  | 2                   | 0                   | 0                   | 28    | 4     | 0     |
| Sous-total            | Sous-total            | Sous-total            | 34          | 4           | 0           | 1                     | 0                     | 0                     | -                              | -                              | -                              | -                              | -                   | 5                   | 0                   | 0                   | 40    | 4     | 0     |
| 2009-2010             | OH Louvain            | Division 2            | 29          | 2           | 4           | 2                     | 0                     | 0                     | -                              | -                              | -                              | -                              | -                   | -                   | -                   | -                   | 31    | 2     | 4     |
| 2010-2011             | OH Louvain            | Division 2            | 32          | 5           | 2           | 2                     | 0                     | 0                     | -                              | -                              | -                              | -                              | -                   | -                   | -                   | -                   | 34    | 5     | 2     |
| 2011-2012             | OH Louvain            | Division 1            | 22          | 0           | 4           | 1                     | 0                     | 0                     | -                              | -                              | -                              | -                              | PO2                 | 4                   | 0                   | 1                   | 27    | 0     | 5     |
| Sous-total            | Sous-total            | Sous-total            | 83          | 7           | 10          | 5                     | 0                     | 0                     | -                              | -                              | -                              | -                              | -                   | 4                   | 0                   | 1                   | 92    | 7     | 11    |
| 2012-2013             | Saint-Trond VV        | Division 2            | 6           | 0           | 0           | 3                     | 0                     | 1                     | -                              | -                              | -                              | -                              | -                   | -                   | -                   | -                   | 9     | 0     | 1     |
| 2012-2013             | FC Hjørring           | 1.Division            | 6           | 0           | 0           | -                     | -                     | -                     | -                              | -                              | -                              | -                              | -                   | -                   | -                   | -                   | 6     | 0     | 0     |
| Sous-total            | Sous-total            | Sous-total            | 12          | 0           | 0           | 3                     | 0                     | 1                     | -                              | -                              | -                              | -                              | -                   | -                   | -                   | -                   | 15    | 0     | 1     |
| 2013-2014             | KVC Westerlo          | Division 2            | 14          | 5           | 0           | -                     | -                     | -                     | -                              | -                              | -                              | -                              | -                   | -                   | -                   | -                   | 14    | 5     | 0     |
| 2014-2015             | KVC Westerlo          | Division 1            | 25          | 4           | 4           | 1                     | 0                     | 0                     | -                              | -                              | -                              | -                              | PO2                 | 3                   | 0                   | 0                   | 29    | 4     | 4     |
| 2015-2016             | KVC Westerlo          | Division 1            | 17          | 0           | 1           | 1                     | 0                     | 0                     | -                              | -                              | -                              | -                              | -                   | -                   | -                   | -                   | 18    | 0     | 1     |
| 2016-2017             | KVC Westerlo          | Division 1A           | 16          | 2           | 0           | 1                     | 0                     | 0                     | -                              | -                              | -                              | -                              | -                   | -                   | -                   | -                   | 17    | 2     | 0     |
| 2017-2018             | KVC Westerlo          | Division 1B           | 21          | 4           | 0           | 2                     | 0                     | 0                     | -                              | -                              | -                              | -                              | PO3                 | -                   | -                   | -                   | 23    | 4     | 0     |
| Sous-total            | Sous-total            | Sous-total            | 93          | 15          | 5           | 5                     | 0                     | 0                     | -                              | -                              | -                              | -                              | -                   | 3                   | 0                   | 0                   | 101   | 15    | 5     |
| 2018-2019             | SC Eendracht Alost    | Division 1 Amateur    | 17          | 0           | 0           | 1                     | 0                     | 0                     | -                              | -                              | -                              | -                              | -                   | -                   | -                   | -                   | 18    | 0     | 0     |
| 2019-2020             | Tempo Overijse        | Division 3 Amateur    | 11          | 2           | 0           | 1                     | 1                     | 0                     | -                              | -                              | -                              | -                              | -                   | -                   | -                   | -                   | 12    | 3     | 0     |
| Sous-total            | Sous-total            | Sous-total            | 28          | 2           | 1           | 2                     | 1                     | 0                     | -                              | -                              | -                              | -                              | -                   | -                   | -                   | -                   | 30    | 3     | 1     |
| Total sur la carrière | Total sur la carrière | Total sur la carrière | 305         | 35          | 17          | 20                    | 2                     | 1                     | -                              | 2                              | 0                              | 0                              | -                   | 18                  | 2                   | 1                   | 345   | 39    | 19    |

## Palmarès

### En club
|  |  | KSV Roulers - Championnat de Belgique de D2 : - Vice-champion : 2005 |  |  | OH Louvain - Championnat de Belgique de D2 (1) : - Champion : 2011 |  |  | KVC Westerlo - Championnat de Belgique de D2 (1) : - Champion : 2014 |